# アベンエズラ (クレーター)
アベンエズラ (Abenezra) は、月の表側の中南部の台地にあるクレーターである。アベンエズラの南東の周壁はアゾーフィーの北西の周壁と連結している。北東にはジーベルがあり、さらにその北東にはサクロボスコがある。
アベンエズラの周壁は激しく多角形状に歪んでおり、でこぼこの段差になっている部分がある。周壁の内側は段丘になっており、クレータ底には不規則な隆起が見られる。クレーター底の東部にはアベンエズラ-Cがある。

## 従属クレーター
アベンエズラのごく近くにある小さな無名のクレーターについては、アルファベットを付加することによって識別される。
| 名称 | 月面緯度     | 月面経度     | 直径  |
| ---- | ------------ | ------------ | ----- |
| A    | 南緯 22.8 度 | 東経 10.5 度 | 23 km |
| B    | 南緯 20.8 度 | 東経 10.1 度 | 14 km |
| C    | 南緯 21.3 度 | 東経 11.1 度 | 44 km |
| D    | 南緯 21.7 度 | 東経 9.7 度  | 8 km  |
| E    | 南緯 21.4 度 | 東経 9.4 度  | 14 km |
| F    | 南緯 21.5 度 | 東経 10.3 度 | 7 km  |
| G    | 南緯 20.5 度 | 東経 11.0 度 | 5 km  |
| H    | 南緯 21.1 度 | 東経 12.8 度 | 4 km  |
| J    | 南緯 19.9 度 | 東経 10.7 度 | 5 km  |
| P    | 南緯 19.9 度 | 東経 9.9 度  | 44 km |